# جلان كوبر
جلان كوبر (بالإنجليزية: Glen Cooper)‏ هو عسكري أسترالي، ولد في 20 نوفمبر 1915 في ملبورن في أستراليا، وتوفي في 6 أبريل 1986 في East Melbourne ‏ في أستراليا.